# Anolis crassulus
Anolis crassulus là một loài thằn lằn trong họ Polychrotidae. Loài này được Cope mô tả khoa học đầu tiên năm 1864.